# Microchera
Microchera é um gênero de aves apodiformes pertencente à família dos troquilídeos, que inclui os beija-flores. O gênero possui três espécies, onde sua espécie-tipo era anteriormente considerada monotípica, e duas outras espécies, Microchera chionura e cupreiceps se encontravam no gênero Elvira. Possuem distribuição pela região costeira dos Oceanos Pacífico e Atlântico, e pelo Caribe, tendo como habitat natural encostas e planaltos.
Embora os espécimes fêmeas apresentem plumagem visualmente similar em qualquer uma de suas espécies, particularmente, uma destas, beija-flor-de-cabeça-branca, se destaca pela plumagem marsala presente em todo o corpo, com exceção da região frontal da cabeça, que é branca. Essa discrepância, exclusiva dos machos, se dá pelo acentuado dimorfismo sexual da espécie.

## Sistemática e taxonomia
Originalmente um gênero monotípico, foi introduzido em 1858 pelo notável ornitólogo inglês John Gould, com sua única espécie  existente sendo inicialmente nomeada Mellisuga albo-coronata, que seria descrita algum tempo antes, em 1855, por George Newbold Lawrence. Seus holótipos, um macho adulto e um juvenil, haviam sido descobertos em Veráguas, uma província do Panamá — ao contrário do que afirmou Lawrence, que atribuiu a região à Nova Granada. Em 1851, John Gould descreveria a espécie de beija-flor Trochilus chionura através de um espécime oriundo de Chiriquí, a uma altitude de 2000 a 3000 metros acima do nível do mar. Newbold Lawrence, dessa vez em 1866, descreveria outra espécie, Eupherusa cupreiceps, por meio de beija-flores taxidermados de Barranca, na Costa Rica.
Um estudo filogenético molecular publicado em 2014 no periódico científico Current Biology, por McGuire et al. descobriu que suas três espécies: esmeralda-de-cauda-branca, esmeralda-de-cabeça-bronzeada e beija-flor-de-cabeça-branca, estavam intimamente relacionadas entre si, propondo a fusão destes dois gêneros. Tempo depois, em março de 2018, South American Classification Committee reconheceu uma proposta de Gary Stiles que incluiria Elvira chionura e Elvira cupreiceps em Microchera.

### Espécies[1][3]
- Microchera albocoronata (Lawrence, 1855), beija-flor-de-cabeça-branca — pode ser encontrado nas encostas pacífica e atlântica desde centro-oeste do Panamá ao sul de Honduras
  - Microchera albocoronata albocoronata (Lawrence, 1855) — pode ser encontrada nas encostas pacífica e atlântica do centro-oeste do Panamá
  - Microchera albocoronata parvirostris (Lawrence, 1855) — pode ser encontrada na encosta caribenha ao sul hondurenho ao sul da Costa Rica e Panamá
- Microchera cupreiceps (Lawrence, 1866), beija-flor-de-cabeça-bronzeada — pode ser encontrada nos planaltos do norte e centro costa-riquenho
- Microchera chionura (Gould, 1851), beija-flor-de-cabeça-branca — pode ser encontrada nas encostas pacífica do sul da Costa Rica ao centro do Panamá